# Marcus Foligno
Marcus Foligno, född 10 augusti 1991 i Buffalo, New York, är en kanadensisk-amerikansk professionell ishockeyspelare som spelar för Minnesota Wild i NHL.  
Han har tidigare spelat på NHL-nivå för Buffalo Sabres och på lägre nivåer för Rochester Americans i AHL och Sudbury Wolves i OHL. 

## Spelarkarriär

### NHL

#### Buffalo Sabres
Foligno valdes av Buffalo Sabres som 104:e spelare totalt i 2009 års NHL-draft.

#### Minnesota Wild
30 juni 2017 tradades han tillsammans med Tyler Ennis och ett draftval till Minnesota Wild i utbyte mot Marco Scandella, Jason Pominville och ett draftval.

## Privatliv
Marcus Foligno kommer från en hockeyfamilj. Hans far Mike Foligno spelade i NHL från 1979 till 1994 för Detroit Red Wings, Buffalo Sabres, Toronto Maple Leafs och Florida Panthers. Hans bror Nick Foligno spelar sedan säsongen 2012–13 för Columbus Blue Jackets, och har tidigare spelat för Ottawa Senators i NHL.

## Statistik

### Klubbkarriär
| 2005–06    | Sudbury Wolves Bantam   | NOHA       | 31  | 16 | 15 | 31  | 133 | — | — | — | — | —  |
| 2006–07    | Sudbury Nickel Capitals | NOHA       | 35  | 23 | 17 | 40  | 74  | 8 | 2 | 5 | 7 | 40 |
| 2007–08    | Sudbury Wolves          | OHL        | 66  | 5  | 6  | 11  | 38  | — | — | — | — | —  |
| 2008–09    | Sudbury Wolves          | OHL        | 65  | 12 | 18 | 30  | 96  | 6 | 1 | 2 | 3 | 9  |
| 2009–10    | Sudbury Wolves          | OHL        | 67  | 14 | 25 | 39  | 156 | 4 | 1 | 2 | 3 | 6  |
| 2010–11    | Sudbury Wolves          | OHL        | 47  | 22 | 36 | 59  | 92  | 8 | 2 | 1 | 3 | 24 |
| 2011–12    | Buffalo Sabres          | NHL        | 14  | 6  | 7  | 13  | 9   | — | — | — | — | —  |
|            | Rochester Americans     | AHL        | 60  | 16 | 23 | 39  | 78  | 3 | 2 | 1 | 3 | 4  |
| 2012–13    | Buffalo Sabres          | NHL        | 47  | 5  | 13 | 18  | 41  | — | — | — | — | —  |
|            | Rochester Americans     | AHL        | 33  | 10 | 17 | 27  | 38  | — | — | — | — | —  |
| 2013–14    | Buffalo Sabres          | NHL        | 74  | 7  | 12 | 19  | 82  | — | — | — | — |    |
| 2014–15    | Buffalo Sabres          | NHL        | 57  | 8  | 12 | 20  | 50  | — | — | — | — | —  |
| 2015–16    | Buffalo Sabres          | NHL        | 75  | 10 | 13 | 23  | 79  | — | — | — | — |    |
| 2016–17    | Buffalo Sabres          | NHL        | 80  | 13 | 10 | 23  | 73  | — | — | — | — | —  |
| 2017–18    | Minnesota Wild          | NHL        | 77  | 8  | 15 | 23  | 72  | 5 | 1 | 0 | 1 | 16 |
| 2018–19    | Minnesota Wild          | NHL        | 46  | 3  | 6  | 9   | 31  | — | — | — | — | —  |
| NHL totalt | NHL totalt              | NHL totalt | 470 | 60 | 88 | 148 | 437 | 5 | 1 | 0 | 1 | 16 |
| AHL totalt | AHL totalt              | AHL totalt | 93  | 26 | 40 | 66  | 26  | 3 | 2 | 1 | 3 | 4  |